# Благотворительная ярмарка
«Благотворительная ярмарка» (англ. The Field Bazaar) — один из пяти коротких рассказов Артура Конан Дойля о Шерлоке Холмсе, не вошедших в канон.

Рассказ был написан в 1896 году во время сбора пожертвований для Эдинбургского Университета, альма-матер Артура Конан Дойля. Руководство университета попросило Дойля написать короткий рассказ для благотворительного выпуска университетского журнала "The Student". В 1934 году рассказ переиздан издательством Atheneum Press. Ещё раз история издавалась в 1947 году обществом Baker Street Irregulars в виде брошюры.

## Сюжет
В начале рассказа Уотсон получает такую же просьбу написать благотворительный рассказ от собственного университета, и пока он за завтраком читает письмо, Холмс безошибочно вычисляет отправителя и мысли Уотсона по поводу письма. Однако реакция Уотсона на объяснения логической цепочки, приведшей к правильным выводам, задевает Холмса, и он прерывает объяснение на середине.
Холмс угадывает мысли Уотсона так же, как нередко делает в канонических рассказах. Кроме метафорической замены самого Дойля Уотсоном, выступающим в качестве автора, который публикует собственные рассказы в журнале, и знаменитой способности Холмса приходить к потрясающим выводам на основе наблюдений, рассказ повторяет многие другие истории про Холмса традиционной сценой за завтраком.